# ركوبة مقراب

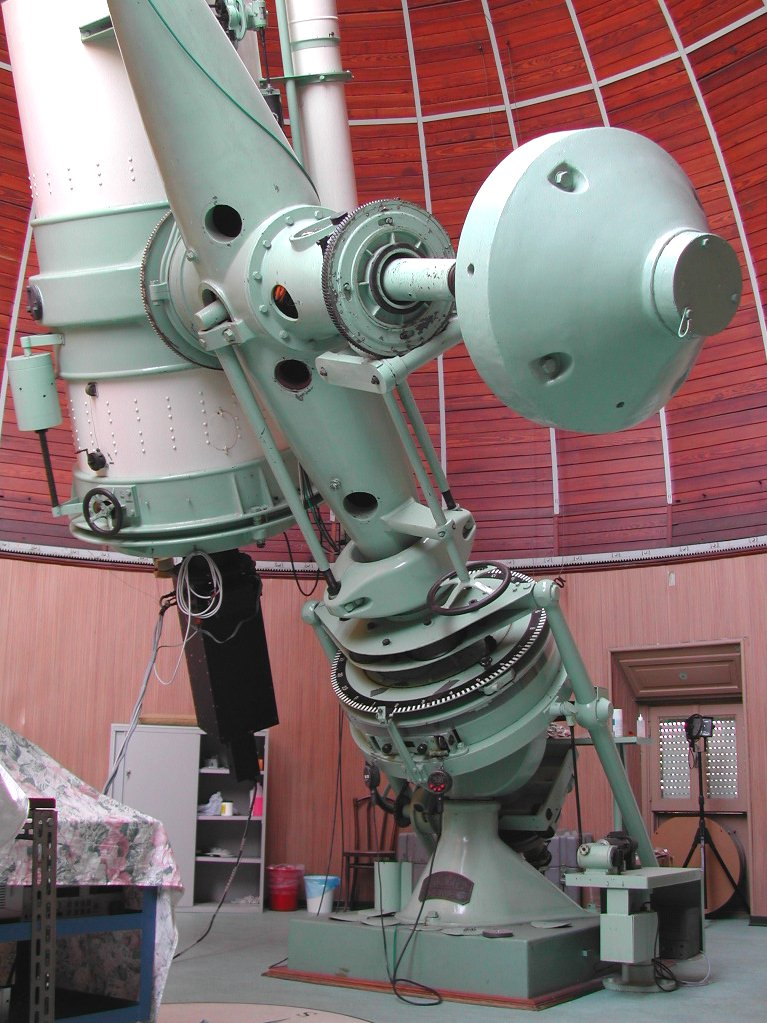
مقراب تسايس (Zeiss) ذو مقاس 1 متر في مرصد ميراتي الفلكي بميراتي، إيطاليا. (دعامة جنوبية)

رَكُوبَة المقراب (الجمع: رَكَائِب المقراب) أو مَطِيَّتُه أو مُتَّكَؤُه (بالإنجليزية: Telescope mount) هي بنية ميكانيكية تَدْعَم المقراب. صُمِّمَتْ ركائب المقاريب لدعم جسم المقراب والسماح بالتوجيه الدقيق للأداة. لقد طُوِّرَت العديد من أنواع الركائب على مر السنين، مع بذل معظم الجهود في الأنظمة التي يمكنها تتبع حركة النجوم الثابتة أثناء دوران الأرض.